# Евангелический приют для сирот
Евангели́ческий прию́т для сиро́т (Шко́ла акваре́ли Серге́я Андрия́ки) — московский приют, построенный архитектором Максимом Геппенером в 1888—1889 годах по заказу Евангелического попечительства о бедных женщинах и детях. После Октябрьской революции здание перешло в собственность Московского областного совета промысловой кооперации (Мособлпромсовет), и долгое время его занимало подведомственное Архитектурно-планировочное управление. С 1999-го в стенах комплекса располагается Школа акварели художника Сергея Андрияки.

## История

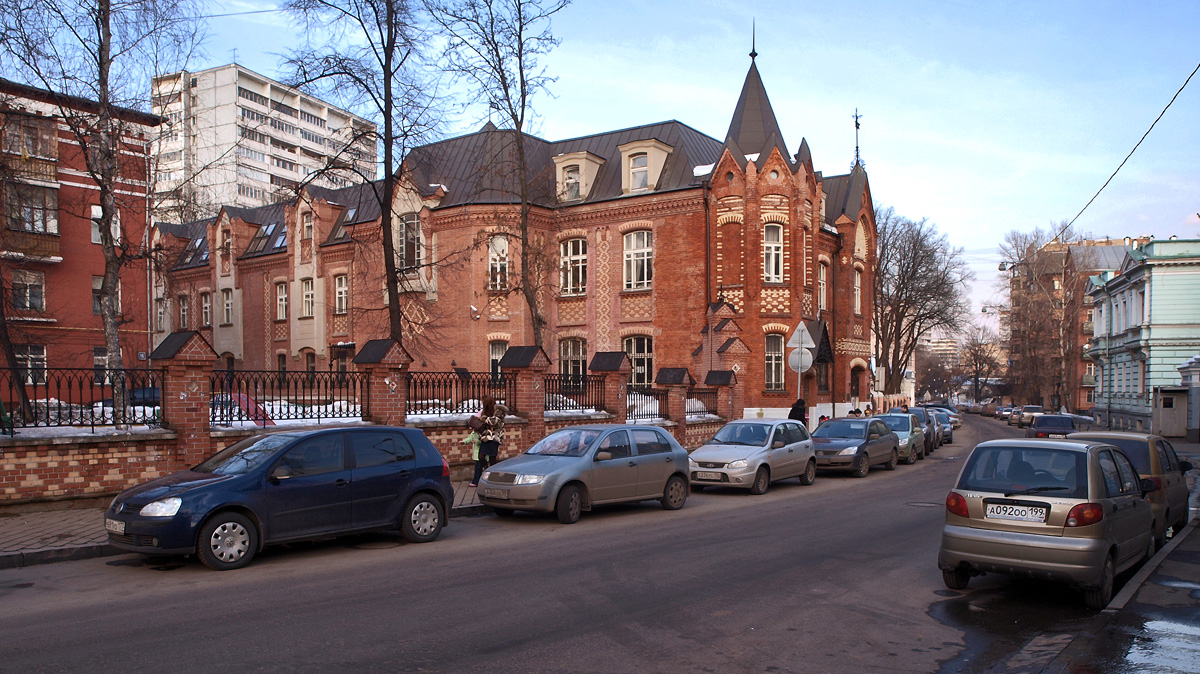
Бывшее здание Евангелического приюта, 2009 год

Во второй половине XIX века численность немецкой диаспоры, проживающей на территории Москвы, значительно возросла и превышала 20 тысяч человек. Одним из наиболее активных направлений самоорганизации общины стало создание благотворительных центров. В частности, в 1853-м на территории Немецкой слободы открылась Евангелическая богадельня, на базе которой через четыре года основали Дамское попечительство о бедных женщинах и детях. При организации действовал приют для сирот евангелического вероисповедания, принимавший на содержание детей обоих полов от 2 до 10 лет. Изначально воспитанники проживали во флигеле Евангелической больницы в Кривогрузинском переулке. Устав благотворительного фонда утвердил министр внутренних дел Александр Тимашев в 1870-м. Согласно документу, совет организации переизбирался каждые три года и состоял из казначея и семи членов, назначавшихся прихожанами евангелических церковных приходов.
В 1888 году организация выкупила у вдовы титулярного советника Татьяны Ивановны Титовой городскую усадьбу в ампирном стиле на границе Басманной и Немецкой слобод. Участок планировали использовать для строительства нового двухэтажного здания приюта, о чём свидетельствует прошение, направленное 5 июня того же года в Московскую городскую управу. Работы поручили архитектору Максиму Геппенеру, который имел богатый опыт в возведении общественных сооружений. Он разработал проект с элементами готической архитектуры, благодаря чему комплекс получил сходство со средневековым замком. Краснокирпичные фасады представлены в левой части шестигранным эркером с парадным входом, который декорировали крыльцом с кованым фронтоном. Правый угол дома оформлен в виде башни, увенчанной флюгером с датой постройки. Внизу объёма обустроили сквозной проезд во двор, где располагались хозяйственные флигеля, выдержанные в едином стиле.
Строительные работы были окончены в 1889 году, но встречаются указания, что комплекс освятили несколькими годами ранее, когда на попечении у благотворительного фонда находилось 43 ребёнка. На торжественном открытии богадельни присутствовал генерал-губернатор Москвы Владимир Долгоруков. Подвалы новопостроенного комплекса отвели под хозяйственные нужды и квартиры служащих, на первом этаже разместили парадный зал и три жилые комнаты, на втором — квартиры преподавательниц, спальни и учебные классы. Распорядок дня воспитанников включал занятия грамотой, счётом и рукоделием. В здании также функционировало бюро по трудоустройству женщин, швейная мастерская, лазарет и «Фонд дешёвых квартир». После выпуска из богадельни ученики могли продолжить обучение в Школе для бедных детей и сирот. В начале XX века весь комплекс передали в ведение попечительских учреждений императрицы Марии Фёдоровны.
В 1909 году по проекту архитектора Артура Фёдоровича Карста комплекс дополнили одноэтажным жилым флигелем с полуподвалом, через год его надстроили вторым ярусом с карнизом. Предположительно, здание приюта пострадало от московских антинемецких погромов в ходе Первой мировой войны, и в 1915 году богадельню закрыли. После Октябрьской революции здание занимал Детский дом для питания, с 1940-го оно находилось в ведении Архитектурно-планировочного управления Мособлпромсовета. В 1990-х годах комплекс передали под контроль художественных организаций Московской области. В конце XX века распоряжением правительства Москвы здание реконструировали для размещения Школы акварели художника Сергея Андрияки, основанной в 1999 году. Стены классов и парадную лестницу расписали преподаватели и студенты. Программа рассчитана на четырёхлетнее обучение детей 11—12 лет и включает уроки академического рисунка, композиции, акварельной живописи и истории изобразительного искусства. При организации действует художественный музей, где регулярно проводят бьеннале и музыкальные вечера. Так, в 2010 и 2018 годах в стенах школы прошли выставки и научные конференции, посвящённые творчеству архитектора Максима Геппенера.